# James P. Henderson
James P. Henderson (Lincolnton, 1808. március 31. – Washington, 1858. június 4.) az Amerikai Egyesült Államok szenátora (Texas, 1857–1858).